# اندرو ویتینگتون (تنیس‌باز)
 اندرو ویتینگتون (انگلیسی: Andrew Whittington؛ زادهٔ ۱۱ اوت ۱۹۹۳) یک تنیس‌باز اهل استرالیا است.